# Charles Millot
Charles Millot, nato Veljko Milojevic (Novi Pavljani, 23 dicembre 1921 – Parigi, 6 ottobre 2003), è stato un attore francese.

## Biografia
Attore francese di origine croata Charles Millot, ha interpretato il ferroviere nel film Il treno (1964) e il maresciallo Grouchy nel film Waterloo (1970).

## Filmografia parziale

### Cinema
- O.S.S. 117 non è morto (O.S.S. 117 n'est pas mort), regia di Jean Sacha (1957)
- Codice segreto (Les Ennemis), regia di Édouard Molinaro (1962)
- Arsenio Lupin contro Arsenio Lupin (Arsène Lupin contre Arsène Lupin), regia di Édouard Molinaro (1962)
- Il re delle corse (Le gentleman d'Epsom), regia di Gilles Grangier (1962)
- Un'adorabile idiota (Une ravissante idiote), regia di Édouard Molinaro (1963)
- Caccia all'uomo (Requiem pour un caïd), regia di Maurice Cloche (1964)
- Quattro spie sotto il letto (Les Barbouzes), regia di Georges Lautner (1964)
- Il treno (The Train), regia di John Frankenheimer (1964)
- Vagone letto per assassini (Compartiment tueurs), regia di Costa-Gavras (1965)
- Suzanne Simonin, la religiosa (La religieuse), regia di Jacques Rivette (1966)
- Trans-Europ-Express, regia di Alain Robbe-Grillet (1966)
- Un mondo nuovo (Un monde nouveau), regia di Vittorio De Sica (1966)
- Agli ordini del Führer e al servizio di Sua Maestà (Triple Cross), regia di Terence Young (1967)
- La notte dei generali (The Night of the Generals), regia di Anatole Litvak (1967)
- Congiura di spie (Peau d'espion), regia di Edouard Molinaro (1967)
- Mayerling, regia di Terence Young (1968)
- La battaglia della Neretva (Bitka na Neretvi), regia di Veljko Bulajić (1969)
- Waterloo, regia di Sergej Fëdorovič Bondarčuk (1970)
- Promessa all'alba (Promise at Dawn), regia di Jules Dassin (1970)
- Morire d'amore (Mourir d'aimer), regia di André Cayatte (1971)
- Contratto marsigliese (The Marseille Contract), regia di Robert Parrish (1974)
- Giochi di fuoco (Le Jeu avec le feu), regia di Alain Robbe-Grillet (1975)
- Il braccio violento della legge Nº 2 (French Connection II), regia di John Frankenheimer (1975)
- Quel rosso mattino di giugno (Sarajevski atentat), regia di Veljko Bulajic (1975)
- L'amante proibita (La petite fille en velours bleu), regia di Alan Bridges (1978)
- L'adolescente, regia di Jeanne Moreau (1979)
- Linea di sangue (Bloodline), regia di Terence Young (1979)
- Il segreto di Nikola Tesla (Tajna Nikole Tesle), regia di Krsto Papić (1980)
- Il grido del gufo (Le cri du hibou), regia di Claude Chabrol (1987)
- L'insostenibile leggerezza dell'essere (The Unbearable Lightness of Being), regia di Philip Kaufman (1988)
- Una botta di vita, regia di Enrico Oldoini (1988)

### Televisione
- Simon & Simon (1984) - serie tv
- Il generale, regia di Luigi Magni (1987) - sceneggiato tv

## Doppiatori italiani
- Giuseppe Rinaldi in Una adorabile idiota
- Glauco Onorato in Il treno
- Gianrico Tedeschi in Waterloo